# Per angusta ad augusta
 Per angusta ad augusta лат. (изговор: пер ангуста ад аугуста) "Кроз уске (путеве) до узвишених мјеста".

## Поријекло изреке
Поријекло ове изреке није познато.

## Исто другачије
Латини исти смисао одређују и ријечима: Per aspera ad astra

## Тумачење
Тешким и трновитим путем се стиже до узвишених мјеста..